# CK-Chondrit
Die Gruppe der CK-Chondrite, Englisch CK chondrites, sind Steinmeteoriten, die zu der Klasse der Kohligen Chondriten gerechnet werden.

## Etymologie

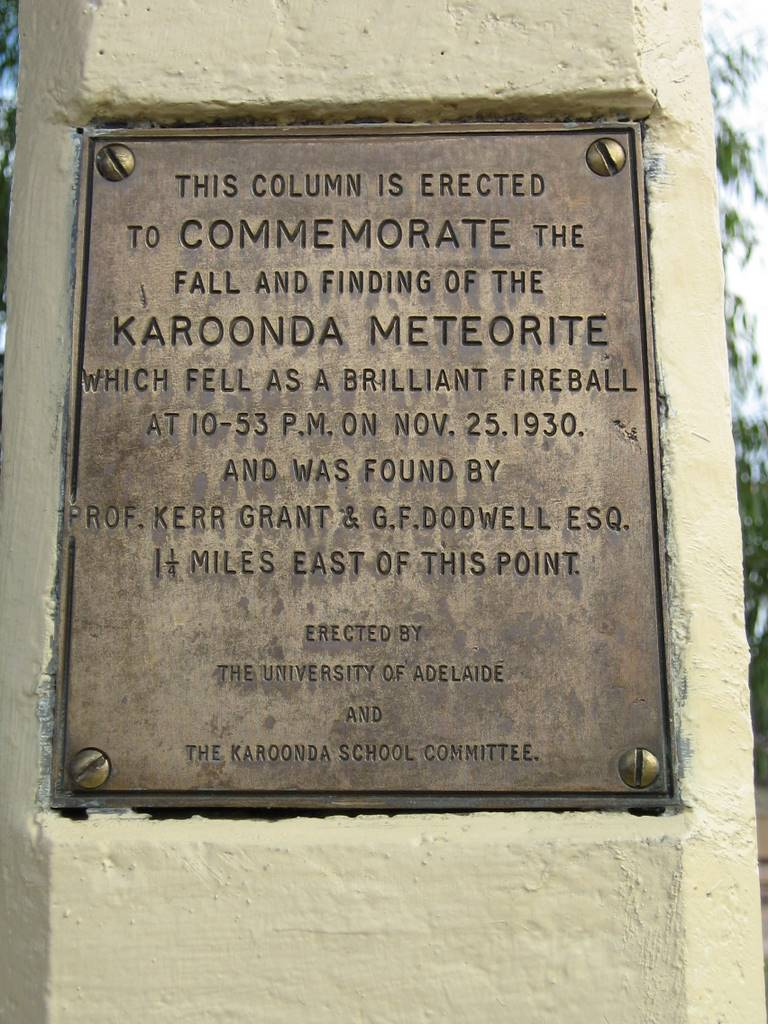
Erinnerungsplakette an den Niedergang des Karoonda-Meteoriten

Die Bezeichnung Chondrite bezieht sich auf die in ihnen vorkommenden Chondren. Mit dem Wort Chondre (altgriechisch χόνδρος chóndros, deutsch ‚Graupe, Korn, rundliche Masse‘), bzw. Chondrule, werden millimetergroße Silikatkügelchen bezeichnet, welche in eine feinkörnige Grundmasse eingebettet sind.
CK geht auf C  (für engl. Carbonaceous chondrites – Kohlige Chondrite) und K  für die Typlokalität Karoonda in Südaustralien zurück. Die Gruppe der CK-Chondrite wird daher auch als Karoonda-Gruppe oder als Karoonda-Ähnliche bezeichnet.

## Geschichtliches
Die Gruppe der CK-Chondrite war erstmals im Jahr 1991 von Gregory W. Kallemeyn und Kollegen definiert worden.
Aufgrund ihrer engen Verwandtschaft mit CV-Chondriten ordneten Michael K. Weisberg und Kollegen im Jahr 2006 CK-Chondrite dem CV-CK-Clan zu.
Neuerdings geht die Tendenz dahin, CK-Chondrite mit den CV-Chondriten zu einer einzigen Gruppe zu fusionieren.

## Einführung

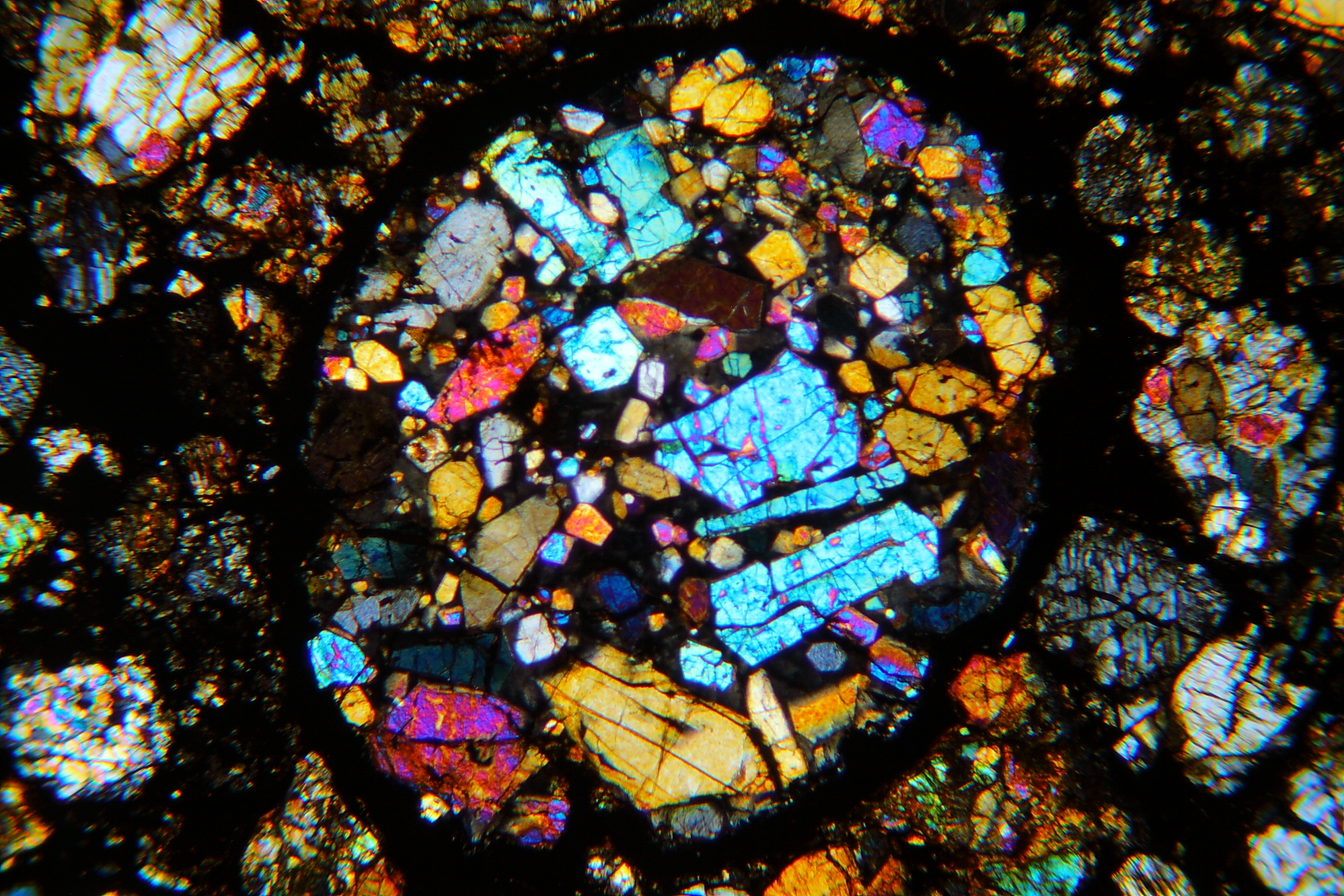
Porphyrisches Olivinchondron (PO)

CK-Chondrite sind eine der am stärksten oxidierten Gruppen unter den Kohligen Chondriten. Dies geht aus dem praktischen Fehlen von metallischem Eisen-Nickel hervor, aber auch aus ihrem hohen Magnetitgehalt mit Entmischungslamellen aus Ilmenit und Spinell, aus ihrer recht hohen Konzentration an nickelreichen Sulfidmineralen und aus an FeO-reichen Olivinen. Vorherrschend in CK-Chondriten sind porphyrische Olivinchondren (PO) des Typus II.
Im Gegensatz zu CM-, CR-, teils auch CV- und insbesondere CI-Chondriten, die eine wässrige Alteration durchlebten und hydrothermal unterschiedlich stark verändert wurden, sind CK-Chondrite in ihren Typen 4 bis 6 äquilibriert und die einzigen Chondriten, die thermisch aufgeheizt und metamorphosiert wurden. Die meisten CK-Chondrite (CK4, CK5 und CK6) gehören einem hochgradigen petrologischen Typus an. Dies steht im krassen Gegensatz zu allen anderen Kohligen Chondriten, die rein nicht äqulibriertes Material aufweisen. Bei Gewöhnlichen Chondriten besteht bei den einzelnen Hauptgruppen (H-Chondrite, L-Chondrite und LL-Chondrite) innerhalb der einzelnen Gruppen ein Kontinuum zwischen äquilibrierten und nicht äquilibrierten Proben.

### Charakterisierung
CK-Chondrite charakterisieren sich wie folgt:
- sie sind hochgradig oxidiert (wie bereits erwähnt)
- ihr Kohlenstoffgehalt ist sehr niedrig
- refraktäre Einschlüsse sind selten
- die Chondren besitzen keinerlei grobkörnige Ränder
- das Verhältnis Grundmasse zu Chondren ist hoch
- die Größe der Chondren liegt zwischen CO- und CV-Chondriten
- die Häufigkeit refraktärer, lithophiler Bestandteile liegt ebenfalls zwischen CO- und CV-Chondriten
- ihre Sauerstoffisotopenzusammensetzung überlappt mit den CO- und CV-Chondriten.

## Häufigkeit
CK-Chondrite sind recht häufig unter den Kohligen Chondriten. Die Meteoritical Society führt im Jahr 2025 als CK-Chondrite 596 Meteoriten – entsprechend 18,0 % sämtlicher Kohligen Chondriten (im Jahr 2019 wurden noch 321 Meteoriten angegeben mit einer Häufigkeit von 16,2 %).

## Bekannte Funde und Fälle
Von CK-Chondriten sind folgende bedeutendere Funde, jedoch bisher nur vier Fälle bekannt:
Der älteste Fund, der neben zwei neueren Fällen in der Antarktis und dem Kobe-Meteorit ebenfalls als Fall beobachtet worden war, ist das Typspezimen Karoonda – ein CK4 aus dem Jahr 1930. Weitere Funde aus Südaustralien sind Cook 003 (ein weiterer CK4 gefunden in der Nullarbor-Ebene) aus dem Jahr 1986, Maralinga, ein anormaler CK4-an aus dem Jahr 1974 und mit 34 Kilogramm der bisher massigste CK-Chondrit, Mulga (West) (Westaustralien), ein ungruppierter CK5/6-ung aus dem Jahr 1971 und Watson 002 (ein CK3 aus der Nullarbor-Ebene) aus dem Jahr 1991. Zahlreiche Funde stammen aus der Antarktis wie beispielsweise PCA 82500, ein CK3 aus dem Jahr 1982 oder Yamato 693, ein CK4/5 aus dem Jahr 1969.
Neuere Funde sind Dar al Gani 250 und Dar al Gani 275 (CK4/5) – die ersten Funde auf der Nordhalbkugel aus dem Jahr 1997 – Hart (Texas), ein CK3 aus dem Jahr 2010, Kobe (Japan), ein CK4 aus dem Jahr 1999, Reggane 005 (Algerien), ein CK5 aus dem Jahr 2023, Tanezrouft 057 (ebenfalls Algerien), ein CK4-an aus dem Jahr 2002 und Taounnant 001 (Gao, Mali) ein CK6 ebenfalls aus dem Jahr 2023.

## Mineralogie
Im Typspezimen Karoonda werden folgende Minerale beobachtet:
unter den Silikaten die Olivingruppe (Mischreihe Forsterit-Fayalit), Klinopyroxene mit Augit und dessen Varietät Fassait sowie Pigeonit, das Orthopyroxen Enstatit, der Feldspat Plagioklas (Anorthit), Spinell mit der Varietät Pleonast und der Granat Grossular, sodann die Oxide Ilmenit, Korund, Magnetit und Titanomagnetit, die Sulfide Chalkopyrit, Pentlandit, Pyrit, Pyrrhotin und Troilit, die Metalle Moncheit mit der Varietät Chengbolit und Taenit, sowie das Phosphat Chlorapatit.
Weitere CK-Chondrite wie Maralinga, Kobe und andere erweitern dies durch:
das Klinopyroxen Diopsid, den Spinell Hercynit, das Oxid Perowskit, das Metall Eisen mit der Varietät Kamacit, die Sulfide Millerit und Molybdänit, das Phosphat Apatit sowie das Karbonat Calcit (stammt wahrscheinlich aus terrestrischer Verwitterung).

### Minerale im Einzelnen

#### Olivine
Olivine in CK-Chondriten sind in der Grundmasse, in Chondren als POs, POPs und BOs und in Calcium-Aluminium-reichen Einschlüssen (CAIs) zugegen. In PO-Chondren können Überwachsungen von Olivin auf Mikrophänokristallen von Olivin beobachtet werden – abgesetzt durch Leerstellen und kleine opake Kristalle. In POP-Chondren werden calciumarme Pyroxene von Olivinen umringt und teils auch verdrängt. Augitlagen können sich dazwischenlegen.
Die Durchschnittsgehalte der Olivine variieren zwischen Fo66,2 und Fo70. Die Zusammensetzung der Olivinkerne schwankt jedoch zwischen Fo80 und Fo95. Olivine sind meist recht homogen, sie können aber wie im Karoonda-Meteorit sehr heterogen ausfallen. Manche isolierte Olivine werden auch als Einschlüsse und als Oikokristalle in calciumarmen Pyroxenen angetroffen. In diesem Fall sind sie normal zoniert.
Die Olivine enthalten ferner 0,02 bis 0,04 Gewichtsprozent CaO, recht hohe NiO-Gehalte von 0,41 bis 0,60 Gewichtsprozent und MnO-Gehalte von 0,18 bis 0,26 Gewichtsprozent. Die CaO-Gehalte sind wie auch bei äquilibrierten Gewöhnlichen Chondriten von sehr geringer Konzentration. Die MnO-Gehalte sind niedriger als beispielsweise in äquilibrierten LL-Chondriten.

#### Plagioklase
Plagioklase erscheinen in CK-Chondriten in der Grundmasse, in Chondren und in CAIs.
Plagioklas hat eine sehr heterogene Zusammensetzung – An20 bis An75. Gelegentlich wird diese Bandbreite noch leicht ausgedehnt (bis herunter auf An17 und nach oben bis auf An100). Die Orthoklas-Komponente Or ist recht niedrig und erreicht in den Albit-reichen Gliedern maximal Or9.
Die Ursache für diese Heterogenität ist nicht vollkommen klar.
Zwischen Plagioklasen in Chondren, in CAIs und in der Grundmasse bestehen Gefügeunterschiede. Auch wenn die Molprozente der An-Komponente in den jeweiligen Vorkommen weit streuen, so sind dennoch spezifische Abwandlungen in den Zusammensetzungen zu erkennen. Plagioklase mit An größer An80 beschränken sich auf Chondren und CAIs, fehlen jedoch in der Grundmasse.
Plagioklas zeigt Zonierung gemäß seiner steigenden Zusammensetzung. Plagioklas in der Grundmasse ist jedoch gegenüber seinem Anorthitgehalt umgekehrt zoniert. Die Kerne in Grundmassenplagioklasen sind womöglich durch Rekristallisation aus primären Plagioklasen hervorgegangen. Ihre Ränder entstanden wahrscheinlich während der Metamorphosevorgänge.
Plagioklase in Chondren können eine bimodale Verteilung aufweisen – mit Peaks bei An35-40 und bei An90-95. Der letzte Peak wird auch von Matrixplagioklasen geteilt. Plagioklase in CAIs haben zwei Peaks bei An40-45 und bei An95-100. Da der Anorthitgehalt zu den Rändern hin abnimmt entspricht der erste Peak den Randzonen und der zweite Peak den Kernbereichen. Unter Chondrenplagioklasen herrscht die Tendenz, dass die Peakzusammenseztungen bei stark rekristallisierten Chondriten niedrigere An-Gehalte aufweisen als bei nur wenig rekristallisierten Proben.

#### Pyroxene
Pyroxene treten in CK-Chondriten in der Grundmasse, in Chondren als POP-Chondren und in CAIs auf.
Bei den Pyroxenen lassen sich drei Hauptgruppen unterscheiden: Normal-Calcium-Pyroxene, Niedrig-Calcium-Pyroxene und Augite.
Die Normal-Pyroxene schwanken in ihrem Gehalt an CaO zwischen 20,59 und 23,19 Gewichtsprozent. Dies entspricht der Komponente Wo (Wollastonit) Wo41,86 bis Wo47,15. Die an Calcium verarmten Pyroxene hingegen haben einen CaO-Gehalt von nur noch 0,58 bis 1,04 Gewichtsprozent, entsprechend der Komponente Wo1,18 bis Wo2,08.
Die Augite zeigen Wollastonitgehalte von Wo47 bis Wo52 und eine Enstatitkomponente von En25 bis En40. Ihre Ferrosilitkomponente Fs liegt zwischen Fs10 und Fs25. Die Augite setzen sich somit deutlich von den calciumarmen Pyroxenen ab und unterscheiden sich auch von den Normalpyroxenen, die sich um die Diopsidkomponente scharen, durch ihren etwas höheren Eisengehalt (Hedenbergitkomponente).
Die niedrig-Ca-Pyroxene haben recht niedrige Gehalte an TiO2 und Cr2O3 – kleiner 0,1 und kleiner 0,15 Gewichtsprozent und somit niedriger als in LL-Chondriten (0,10 bis 0,25 und 0,09 bis 0,23 Gewichtsprozent). Eine mögliche Erklärung hierfür ist in der allgegenwärtigen Präsenz von chromhaltigen Magnetit mit seinen Exsolutionslamellen an Ilmenit zu sehen. Die Al2O3-Gehalte sind mit 0,7 bis 3,45 Gewichtsprozent relativ hoch und höher als in LL-Chondriten. Die Ursache hierfür sind calciumarme Pyroxene in der Matrix, die recht reich an Al2O3 sind. Die MnO-Gehalte sind mit 0,19 bis 0,23 Gewichtsprozent niedriger als in LL-Chondriten (0,39 bis 0,46 Gewichtsprozent). Die CaO-Gehalte schließlich mit 0,58 bis 1,04 Gewichtsprozent unterscheiden sich kaum von LL-Chondriten (0,61 bis 1,20 Gewichtsprozent).
Die zusammensetzungen der Augite folgen in etwa der Tendenz der Niedrig-Ca-Pyroxene. Auch bei ihnen sind TiO2 und Cr2O3 sehr niedrig – 0,06 bis 0,32 und 0,01 bis 0,08 Gewichtsprozent. Die mittleren Al2O3-Gehalte betragen 1,83 bis 2,53 Gewichtsprozent und sind ebenfalls höher als in LL-Chondriten, sie sind aber mehr oder weniger identisch mit den Normal-Pyroxenen und liegen teilweise unterhalb der Niedrig-Ca-Pyroxene. Mittlere MnO-Werte sind 0,19 bis 0,24 Gewichtsprozent – praktisch identisch mit Niedrig-Ca-Pyroxenen. Die mittleren Na2O-Gehalte belaufen sich auf 0,17 bis 0,23 Gewichtsprozent – praktisch identisch mit den Normal-Pyroxenen, aber wesentlich höher als in Niedrig-Ca-Pyroxenen.
Augite reich an der Fs-komponente finden sich in der Matrix sowie in Mikrophänokristallzwickeln in Chondren. Beispiele hierfür finden sich im Karoonda-, aber auch im Allende-Meteoriten. Derartige Augite weisen oft eine komplexe Zonierung nach dem Fs-Gehalt auf.

#### Granat
Die Granatgruppe wird in CK-Chondriten durch die calciumreiche Varietät Grossular Ca3Al2[SiO4]3 vertreten. Der Granat findet sich in CAIs. Sein dominierender SiO2-Gehalt schwankt zwischen 39,01 und 40,14 Gewichtsprozent. CaO ist hingegen schwankend und mit 25,81 bis 37,87 Gewichtsprozent vertreten. Al2O3 liegt zwischen 20,21 bis 22,24 Gewichtsprozent. MgO kann bis zu 8,61 Gewichtsprozent erreichen, Gesamteisenoxid bis zu 3,63 Gewichtsprozent. Nennenswert ist ferner TiO2 mit bis zu 0,95 Gewichtsprozent.

#### Oxide

##### Chromit
Chromit (Fe2+,Mg)Cr2O4 tritt als solcher nicht in CK-Chondriten auf, manifestiert sich aber anhand von recht hohen Cr2O3-Gehalten bis 6,48 Gewichtsprozent in Spinellen von Olivin-Pyroxen-Aggregaten. In anderen Kohligen Chondriten erscheint Chromit oft in Chondren des Typus II. Eine Ursache für das Fehlen von Chromit hängt eventuell mit dem weit verbreiteten chromhhaltigen Magnetit zusammen.

##### Ilmenit
Ilmenit FeTiO3 erscheint als Exsolutionslamellen in Magnetit. Er enthält zwischen 50,66 und 52,77 Gewichtsprozent TiO2. Der FeO-Gehalt ist ebenfalls sehr hoch (bis 43,62 Gewichtsprozent), Fe2O3 ist jedoch mit bis zu 4,49 Gewichtsprozent nur recht spärlich vertreten.
Gleichzeitig mit der Exsolution des Ilmenits geht auch eine Entmischung von Spinell einher. Die Spinelle sind jetzt als winzige Einschlüsse im Ilmenit enthalten, daher wurden auch relativ hohe Gehalte an Al2O3 (bis 0,73 Gewichtsprozent) und Cr2O3 (bis 0,46 Gewichtsprozent) im Ilmenit angetroffen. Die Ilmenitentmischung geht sowohl in der Matrix als auch in PO-Chondren und in Olivin-Pyroxen-Aggregaten von sich. Ilmenite existieren aber auch als isolierte kleine Kristalle in CAIs.

##### Magnetit
Magnetit Fe2+Fe3+2O4 ist die beherrschende opake Phase in CK- als auch in oxidierten CV3-Chondriten. Seine modale Häufigkeit in CK-Chondriten beträgt 1,2 bis 8,1 Volumenprozent – mit einem Durchschnittswert von 4,0 Volumenprozent.
Magnetit tritt in zwei unterschiedlichen Populationen auf. Als winzige Körner im Mikrometerbereich, die über den gesamten Meteorit verstreut sind, und als abgerundete, bis zu 1 Millimeter erreichende Zusammenballungen. Letztere führen Entmischungslamellen aus Ilmenit und Spinell.
Magnetit enthält neben FeO und Fe2O3 0 bis 0,8 Gewichtsprozent MgO. CK4 und CK5 zeigen niedrige Werte von 0 bis 0,3 Gewichtsprozent, wohingegen CK3 (wie Watson 002) höhere Werte von 0,4 bis 0,8 Gewichtsprozent einnehmen. Bedeutender sind die Gehalte an Cr2O3 in Magnetit. Sie reichen von 2,5 bis 6,0 Gewichtsprozent – mit einem Durchschnittswert von 4,0 Gewichtsprozent. In diesem Fall haben CK3 die niedrigeren Werte von 2,5 bis 4,0 Gewichtsprozent und CK4/CK5 Werte von 3,5 bis 6,0 Gewichtsprozent. Auch Al2O3 und TiO2 sind im Magnetit vorhanden, ihre Konzentration bleibt jedoch unter 1 Gewichtsprozent.
Sulfidphasen finden sich recht reichlich im Magnetit (mit meist weniger als 1 Gewichtsprozent, nur im Karoonda-Meteorit werden 1,3 Gewichtsprozent erreicht). Angetroffen werden die Phasen Pentlandit, Pyrit, Pyrrhotin, Millerit, Chalkopyrit und die Monosulfid-Mischreihe (engl. monosulfide solid solution oder abgekürzt MSS).
Mit Magnetit sind ferner edelmetallreiche Sulfide, Telluride und Arsenide im Mikrometerbereich assoziiert. Sulfidphasen sind (Os, Ru,Ir)S2, ferner PtS, (Au, Fe, Ag)2S und (Fe, Au, Co)2S3.

##### Spinell
Spinelle MgAl2O4 in CK-Chondriten bilden Hauptphasen in CAIs, sie treten als Einschlüsse in Magnetiten auf und bilden gelegentlich Akzessorien in Chondren. Es handelt sich um aluminiumreiche Spinelle (Pleonast – mit 53,75 bis 59,69 Gewichtsprozent Al2O3), sie enthalten aber noch zusätzlich recht hohe Gehalte an Cr2O3 (kleiner 0,1 bis 6,5 Gewichtsprozent), NiO (0,4 bis 1,1 Gewichtsprozent) und ZnO (0,8 bis 2,3 Gewichtsprozent).
Spinelle können in verschiedenen CK-Chondriten recht unterschiedlich zusammengesetzt sein. Ihr Gehalt an Cr2O3 ist in CAIs generell niedriger als in Chondren oder in Magnetiten.

##### Zinkoxid und Nickeloxid
Zinkoxid ZnO ist wie auch Nickeloxid NiO an Spinelle oder an Olivin-Pyroxen-Aggregate gebunden. So enthalten beispielsweise Spinelle innerhalb eines Olivin-Pyroxen-Aggregats eine ZnO-Konzentration von bis zu 2,24 Gewichtsprozent. Bei CK-Chondriten finden sich generell in CAIs, in Chondren und in Magnetiten Spinelle mit einem hohen ZnO-Gehalt. Wahrscheinlich steht dies mit der Metamorphose der CK-Chondrite im Zusammenhang. Womöglich enthielten bereits die Chondrenvorläufer sowohl refraktäre (wie Aluminium) als auch volatile Elemente (wie Zink).
Nickeloxid kann in CAI-Spinellen bis zu 1,13 Gewichtsprozent erreichen, in Spinellen von PO-Chondren 1,08 Gewichtsprozent, in Spinellen von Olivin-Pyroxen-Aggregaten jedoch nur 0,44 Gewichtsprozent. Im Ilmenit von PO-Chondren ist 0,73 Gewichtsprozent an NiO vorhanden, in Magnetit bis zu 0,50 Gewichtsprozent. In Niedrig-Calcium-Pyroxenen werden bis zu 0,16 Gewichtsprozent NiO angetroffen, in Normal-Calcium-Pyroxenen 0,12 Gewichtsprozent. Die Olivine führen bis zu 0,60 Gewichtsprozent Nickeloxid.

#### Sulfide
Die Sulfide der CK-Chondrite stecken in opaken Mineraleinschlüssen. Angetroffen werden Chalkopyrit, Millerit (NiS), Molybdänit, Monosulfide, Pentlandit, Pyrit, Pyrrhotin, Thiospinell, Troilit und Violarit. Die Paragenese Pentlandit-Pyrit-Thiospinell wird praktisch in allen CK-Chondriten vorgefunden, die Paragenese Pyrit-Millerit bleibt auf Maralinga beschränkt. Der Kobaltgehalt wächst generell von Pentlandit über Pyrit zu Thiospinell hin an und kann im Thiospinell Extremwerte bis zu 10,42, ja sogar bis um 13 Gewichtsprozent erreichen.
Die Koexistenz von Pentlandit, Pyrit und Violarit, aber auch von Pyrit und Millerit kann als eine sich im Gleichgewicht befindliche Tieftemperaturassoziation interpretiert werden. Die Temperaturen dürften um 450 °C gelegen haben – unter Berücksichtung der thermischen Stabilität von Violarit bei 461 °C. Dies lässt darauf schließen, dass die CK-Chondrite für die Etablierung dieser Tieftemperaturassoziation eine recht langsame Abkühlung erfahren hatten.

##### Chalkopyrit
Chalkopyrit CuFeS2 wird nur im Karoonda-Meteorit und in PCA 82500 beobachtet. Er ist mit 0,03 Gewichtsprozent sehr arm an Kobalt und mit 0,12 Gewichtsprozent auch an Nickel. In anderen Sulfiden kann Kobalt aber weitaus höhere Werte erzielen. Chalkopyrit enthält 35,25 Gewichtsprozent Schwefel, 32,1 Gewichtsprozent Kupfer und 30,15 Gewichtsprozent Eisen.

##### Pentlandit
Pentlandit (Ni,Fe)9S8 ist in allen CK-Chondriten anzutreffen. Pentlandit ist mit bis zu 41,01 Gewichtsprozent sehr reich an Nickel. Sein Schwefelgehalt bewegt sich um 33 Gewichtsprozent. Eisen schwankt zwischen 25,3 und 29,5 Gewichtsprozent.

##### Pyrit
Hauptelemente im allgegenwärtigen Pyrit FeS2 sind Schwefel mit 51,80 bis 53,38 Gewichtsprozent und Eisen mit 42,55 bis 44,94 Gewichtsprozent. Als Beimengungen treten Nickel und Kobalt auf, wobei Nickel zwischen 0,33 und 2,54 Gewichtsprozent und Kobalt zwischen 1,40 und 2,07 Gewichtsprozent schwanken.

##### Violarit
Violarit FeNi2S4 ist ebenfalls in allen CK-Chondriten anzutreffen und stellt das hauptsächliche Thiospinell in CK-Chondriten dar. Auch in ihm ist Schwefel mit 42,12 bis 43,30 Gewichtsprozent das dominierende Element, gefolgt von Nickel (28,27 bis 35,08 Gewichtsprozent) und Eisen (15,67 bis 25,28 Gewichtsprozent). Kobalt variiert zwischen 3,24 und 10,42 Gewichtsprozent, wobei Kobalt Nickel substituieren kann.

## Chemische Zusammensetzung

### Elemente
Laut Lodders (2021) nehmen die 8 häufigsten Elemente (mit mehr als 1,0 Gewichtsprozent – Sauerstoff, Eisen, Silicium, Magnesium, Calcium, Schwefel, Aluminium und Nickel) allein bereits 98,24 Gewichtsprozent ein. Die folgenden 11 Elemente oberhalb 0,1 Gewichtsprozent (Wasserstoff, Chrom, Natrium, Mangan, Phosphor, Kohlenstoff, Titan, Kobalt, Kalium, Chlor und Kupfer) steuern ihrerseits weitere 1,723 Gewichtsprozent bei. Diese 19 Elemente ergeben also insgesamt 99,963 Gewichtsprozent. Sämtliche übrigen Elemente teilen sich somit die verbliebenen 0,037 Gewichtsprozent bzw. 370 ppm. Bedeutende Spurenelemente hierunter sind Vanadium, Zink, Stickstoff, Fluor, Germanium, Strontium und Scandium.

#### Sauerstoff
Sauerstoff ist generell das beherrschende Element in Kohligen Chondriten. Es ist mit 38,26 Gewichtsprozent (bzw. 382 600 ppm) das häufigste Element unter den CK-Chondriten. Dies ist unter den Kohligen Chondriten jedoch nur eine Mittelposition. Die niedrigste Konzentration besitzen CO-Chondrite mit 36,42 Gewichtsprozent, die höchste CI-Chondrite mit 45,384 Gewichtsprozent.

#### Eisen
Das zweithäufigste Element mit einer Konzentration von 23,50 Gewichtsprozent ist Eisen (Streubreite 20,70 bis 24,20 Gewichtsprozent). Auch dies bildet eine Mittelposition. Die niedrigste Konzentration besitzen CI-Chondrite mit 18,562 Gewichtsprozent, die höchste CO-Chondrite mit 24,80 Gewichtsprozent.

#### Silicium
Silicium ist das dritthäufigste Element mit einer Konzentration von 15,80 Gewichtsprozent. Dies stellt nach CV-Chondriten mit 15,90 Gewichtsprozent zusammen mit CO-Chondriten den zweiten Rang dar. Die niedrigste Konzentration besitzen CI-Chondrite mit 10,774 Gewichtsprozent.

#### Magnesium
An vierter Stelle befindet sich Magnesium mit 14,60 Gewichtsprozent. Eine etwas höhere Konzentration mit 14,70 Gewichtsprozent findet sich bei CV-Chondriten. Auch hier weisen CI-Chondrite den niedrigsten Wert mit 9,517 Gewichtsprozent auf.
Diese vier Elemente mit einer Konzentration größer 10 Gewichtsprozent addieren bereits zu 92,16 Gewichtsprozent. Sie repräsentieren eine Olivin-Pyroxen-Mineralogie.

#### Calcium
An fünfter Stelle folgt Calcium mit nur noch 1,63 Gewichtsprozent (Streubreite 1,27 bis 1,80 Gewichtsprozent). CV-Chondrite sind mit 1,80 Gewichtsprozent am höchsten konzentriert, den niedrigsten Wert mit 0,884 Gewichtsprozent liefern erneut CI-Chondrite.

#### Schwefel
Schwefel folgt dicht auf Calcium und steht an sechster Stelle mit 1,60 Gewichtsprozent. Zusammen mit CR-Chondriten ist dies der niedrigste Wert in Kohligen Chondriten. Die höchste Konzentration mit 5,36 Gewichtsprozent findet sich diesmal in CI-Chondriten.

#### Aluminium
Das siebtplatzierte Aluminium hat eine Konzentration von 1,53 Gewichtsprozent. Nur CV-Chondrite sind mit 1,69 Gewichtsprozent höher konzentriert. Die niedrigste Konzentration mit 0,837 Gewichtsprozent haben CI-Chondrite.

#### Nickel
Nickel folgt an achter Stelle mit 1,32 Gewichtsprozent (Bandbreite 0,81 bis 1,95 Gewichtsprozent). Eine Mittelstellung zwischen CI-Chondriten (1,095 Gewichtsprozent) und CO-Chondriten (1,41 Gewichtsprozent).
Alle acht Elemente oberhalb 1,0 Gewichtsprozent ergeben zusammen 98,24 Gewichtsprozent.

#### Wasserstoff
Wasserstoff als neuntes Element hat eine Konzentration von 0,48 Gewichtsprozent in CK-Chondriten. Dies ist erneut ein Mittelwert zwischen den abgereicherten CO-Chondriten mit 0,10 Gewichtsprozent und den stark angereicherten CI-Chondriten mit 1,86 Gewichtsprozent.

#### Chrom
Chrom ist das zehnthäufigste Element mit 0,362 Gewichtsprozent (Streubreite 0,310 bis 0,374 Gewichtsprozent). Dies ist nach CR-Chondriten mit 0,364 Gewichtsprozent die zweithöchste Konzentration in Kohligen Chondriten. Am abgereichertsten sind erneut die CI-Chondrite mit 0,261 Gewichtsprozent.

#### Natrium
Natrium als elftes Element besitzt eine Konzentration von 0,32 Gewichtsprozent (Streubreite 0,287 bis 0,333 Gewichtsprozent). Dies stellt nach den CR-Chondriten mit 0,25 Gewichtsprozent den zweitniedrigsten Wert dar. Die höchste Anreicherung bzeigen CI-Chondrite mit 0,51 Gewichtsprozent.

#### Mangan
Mangan als zwölftes Element ist mit 0,144 Gewichtsprozent am abgreichertsten unter CK-Chondriten (Streubreite 0,135 bis 0,156 Gewichtsprozent). Spitzenreiter sind erneut CI-Chondrite mit 0,1896 Gewichtsprozent.

#### Phosphor
Die Konzentration in CK-Chondriten von Phosphor als dreizehntem Element beträgt 0,11 Gewichtsprozent. Dies ist nach CO-Chondriten mit 0,115 Gewichtsprozent der zweithöchste Wert. CI-Chondrite sind mit 0,0978 Gewichtsprozent am niedrigsten konzentriert.

#### Kohlenstoff
Kohlenstoff folgt an vierzehnter Position mit einer Konzentration von 0,10 Gewichtsprozent oder 1 Promill. Dies ist bei weitem die niedrigste Abreicherung in CK-Chondriten. Die höchste Konzentration erreichen CI-Chondrite mit 1,86 Gewichtsprozent.

#### Titan
Titan als fünfzehntes Element hat eine Konzentration von 0,077 Gewichtsprozent. Nach den CV-Chondriten mit 0,085 Gewichtsprozent ist dies der zweithöchste Wert. Die niedrigste Konzentration zeigen CI-Chondrite mit 0,045 Gewichtsprozent.

#### Kobalt
Kobalt folgt als sechzehntes Element mit einer Konzentration von 0,062 Gewichtsprozent (Streubreite 0,044 bis 0,087). Am angereichertesten sind CO-Chondrite mit 0,068 Gewichtsprozent. CI-Chondrite besitzen den niedrigsten Wert mit 0,0508 Gewichtsprozent.

#### Kalium
Element Nummer siebzehn ist Kalium mit einer Konzentration von 0,035 Gewichtsprozent. Am angereichertsten sind CI-Chondrite mit 0,0539 Gewichtsprozent, am abgereichertsten CV- und CR-Chondrite mit 0,031 Gewichtsprozent.

#### Chlor
Chlor als achtzehntes Element hat eine Konzentration von 0,023 Gewichtsprozent. Für dieses Element ist dies die niedrigste Konzentration innerhalb der Kohligen Chondrite. CI-Chondrite stellen die höchste Konzentration mit 0,0717 Gewichtsprozent.

#### Kupfer
An neunzehnter Stelle folgt schließlich Kupfer mit einer Konzentration von 0,010 Gewichtsprozent – etwas höher als CR-Chondrite mit 0,0086 Gewichtsprozent. Am angereichertsten sind CO-Chondrite mit 0,0134 Gewichtsprozent.
Insgesamt zeigt die Elementverteilung innerhalb der Kohligen Chondrite eine Dichotomie zwischen CK- und CI-Chondriten. CI-Chondrite reichern leicht flüchtige Elemente wie beispielsweise Wasserstoff, Kohlenstoff, Stickstoff, Sauerstoff, Chlor und Fluor an, welche jedoch in CK-Chondriten relativ abgereichert sind. Im Gegenzug sind in CI-Chondriten abgereicherte Elemente wie Silicium, Eisen, Magnesium und Nickel in CK-Chondriten angereichert.

## Petrologie

### Petrographische Beschreibung
CK-Chondrite zeigen ein geschwärztes, mattes und rußiges Erscheinungsbild und lassen ihre Komponenten selbst unter der Handlupe daher nur schlecht erkennen. Die Schwärzung wird durch feinkörnige, 0,3 bis 10 μm große Partikel aus Pentlandit und Magnetit verursacht, welche das Innere von normalerweise klaren und durchsichtigen Silikaten in der Grundmasse durchdrungen haben – in einem geringeren Ausmaß auch die Chondren und isolierte Silikatbruchstücke. Diese Verdunkelung der Silikate ist so weit fortgeschritten, dass einfallendes Licht in Dünnschliffen stark reduziert wird. Die letztliche genaue Ursache der Verdunklung ist noch nicht vollständig aufgeklärt.

### Petrographische Charakterisierung
Petrographisch lassen sich CK-Chondrite wie folgt charakterisieren:
- Gegenwart äquilibrierter Olivine mit Fa29-33, einem NiO-Gehalt von 0,5 Gewichtsprozent und einem CaO-Gehalt von weniger als 0,1 Gewichtsprozent
- Auftreten zweier unterschiedlicher Pyroxene – calciumarme Pyroxene mit Fs24-28 und augitische Pyroxene mit Fs8-12
- Gegenwart von heterogenem Plagioklas mit wechselnder Zusammensetzung von An20 bis An75. Bei einigen CK-Chondriten werden auch bimodale Verteilungen beobachtet.[9]
- Vorkommen mehrerer opaker Phasen:
  - vorherrschender Magnetit mit Exsolutionslamellen von Spinell und Ilmenit
  - verschiedene eisen- und nickelreiche Sulfide, darunter Pentlandit, Pyrit, Pyrrhotin sowie eine Festkörpermischung aus Monosulfiden
  - Sulfide, Telluride und Arsenide, die sehr reich an refraktären, siderophilen Elementen sind (Platin, Osmium, Iridium und Ruthenium) sowie an Gold und Silber.

### Allgemeines
Die CK-Chondrite weisen einen recht hohen Matrixgehalt auf. Ihre Chondren sind mit 700 bis 1000 µm ziemlich groß – wobei porphyrische Gefüge überwiegen. Chondren mit glasigen, kryptokristallinen oder Balkenolivintexturen sind selten.
Die Mehrzahl der CK-Chondrite gehört zu petrologisch hohen Typen 4, 5 und 6, wobei der Typ 5 allein 75 % einnimmt. CK-Chondriten kleiner 4 zeigen bereits einige chemische, mineralogische und petrographische Ähnlichkeiten mit den CV-Chondriten.
Der ungruppierte Ningqiang-Meteorit dürfte ein Bindeglied zwischen CV- und CK-Chondriten darstellen und somit auf die berechtigte Existenz des CV-CK-Clans verweisen.

#### Oxidation
Die Spärlichkeit bis generelle Abwesenheit von Eisen-Nickel-Metallen und die Gegenwart von Magnetit, Troilit und eisenhaltigen Silikaten indiziert einen hohen Oxidationsgrad bei CK-Chondriten.

#### Metamorphose
CK-Chondrite besitzen sowohl unmetamorphosierte als auch metamorphosierte Mitglieder. Sie sind die einzigen Kohligen Chondrite, die eine vollkommene petrologische Typenabfolge CK3 bis CK6 an den Tag legen. Die Anzahl der CK3-Mitglieder ist aber zu gering, um eine systematische Untersuchung der metamorphen Eigenschaften innerhalb der CK3 zu ermöglichen.
Kallemeyn und Kollegen (1991) beschrieben eine Reihe von Metamorphoseerscheinungen in CK-Chondriten, die zu Gewöhnlichen Chondriten analog verlaufen. So nimmt beispielsweise die Homogenität in der Zusammensetzung der Olivine ausgehend vom Typus 3 zu den Typen 4 bis 6 hin zu. Auch wächst der mittlere Durchmesser der Plagioklaskörner an. In den CK3 sind die Plagioklase ganz abwesend oder mikrokristallin, in den CK4 haben sie einen Durchmesser kleiner 4 µm, in CK5 4 bis 50 µm und in CK6 schließlich einen Durchmesser größer als 50 µm. Primäres Glas findet sich nur in den CK3-Chondren. Bei den CK3 sind die Chondrengrenzen noch sehr deutlich umrissen, in CK4 immer noch gut definiert, in CK5 noch zu erkennen, jedoch in CK6 kaum noch zu erfassen. Die mittlere Korngröße des zwischen den Chondren liegenden Materials vergröbert sich – ausgehend von CK3 (kleiner 0,1 bis 10 µm) über CK4 (5 bis 50 µm) und CK5 (50 bis 200 µm) zu CK6 (150 bis 300 µm). Letzterer Parameter ist am diagnostischsten zur Erfassung der Typologie in CK-Chondriten.
Die metamorphe Abfolge der CK-Chondrite indiziert Temperaturen, die den Gewöhnlichen Chondriten gleich kommen, d. h. zirka 860 bis 950 °C. Noël Chaumard und Bertrand Devouard (2016) geben für CK3 850 bis 920 °C an, für CK4 bis CK6 920 bis 1050 °C.
Die Sulfidassoziationen in den CK-Chondriten verweisen auf ein anschließendes langsames Abkühlen auf etwas unterhalb 400 °C.

#### Schockmetamorphose
Es können bis zu mehrere Millimeter lange, schwarze Schockadern beobachtet werden, die eventuell mit der Schwärzung der Olivine in Verbindung stehen. Die Adern sind mit winzigen Rundkörpern aus Magnetit und Pentlandit ausgefüllt, welche in eine glasige bis mikrokristalline Mesostasis eingebettet sind. Diese kleinen Rundkörper wurden wahrscheinlich durch ein oder mehrere Impaktereignisse mobilisiert und extrem rasch in die Silikatkörner injiziert. Die Schockstufen S2 bis S5 finden sich in allen bisher bekannten Proben. Der Verdunkelungseffekt ist aber nicht nur auf CK-Chondrite beschränkt, sondern ist auch bei Gewöhnlichen Chondriten zu beobachten. Letztere enthalten ebenfalls Schockadern, in die Metallphasen und Troilit injiziert wurden.

#### Brekziierung
Unter der Gruppe der CK-Chondriten finden sich keine gasreichen Regolithbrekzien. Dennoch sind einige CK-Chondrite als fragmentierte Brekzien bekannt. Sehr stark brekziiert unter dem Dünnschliff sind z. B. die Alan-Hills-Meteoriten Alan Hills 82135 (ein CK4/5) und Alan Hills 84038 (ebenfalls ein CK4/5), wobei die jeweiligen Fragmente unterschiedliche Größen aufweisen. Auch das Typspezimen Karoonda ist stark brekziiert – mit feinkörnigen und grobkörnigen Bruchstücken innerhalb einer feinkörnigen Grundmasse.
In einigen CK-Chondriten sind Verdunkelungseffekte durch Impaktschock sowie das Auftreten von Schmelzadern zu beobachten.

### Aufbau
Kohlige, Karoonda-Ähnliche CK-Chondrite bestehen hauptsächlich aus Chondren, Calcium-Aluminium-reichen Einschlüssen (CAIs) und lithischen Klasten (beispielsweise Dunklen Einschlüssen), die zu unterschiedlichen Verhältnissen in eine rekristallisierte und chemisch äquilibrierte Grundmasse beherrscht von eisenhaltigem Olivin (Fo68-71) eingebettet sind.

#### Generelles Gefüge
Wie Dünnschliffe zeigen, legen CK-Chondrite leichte Gefügeunterschiede an den Tag. Am auffälligsten ist der Integrationsgrad der Chondren in die Grundmasse. In den Meteoriten Karoonda und Maralinga beispielsweise sind die Chondren klar umrissen. Andere Meteorite wie Yamato 693 manifestieren jedoch eine teilweise Integration vieler Chondren in die Grundmasse und nur noch einige Chondren sind als solche zu erkennen. Auch die Umrisse der Chondren sind manchmal nur schlecht definiert.
CK-Chondrite besitzen keine feinkörnigen, opaken Grundmassen. Der Terminus „Grundmasse“ bezieht sich in diesem Fall auf das zwischen Chondren und Einschlüssen befindliche Material. Hierin und zu einem geringeren Umfang in Chondren vorkommende Silikate werden von feinkörnigem, weniger als 1 µm großen Magnetit geschwärzt.

#### Grundmasse
Die schwarze und opake Grundmasse (Matrix) nimmt bei CK-Chondriten zwischen 66,4 und 75,0 Volumenprozent in Anspruch, sie ist somit eindeutig vorherrschend (im Vergleich: CV-Chondrite haben einen Grundmassenanteil von 49,0 bis 67,5 Volumenprozent). Sie ist rekristallisiert und chemisch äquilibriert. Ferner zeigt sie eine unimodale Korngrößenverteilung. Hierbei wächst die Korngröße in Abhängigkeit des petrographischen Typs – CK3 bis CK4 von 16,7 bis 65 μm.
Vorwiegend sind die opaken Minerale Magnetit, Pentlandit und Troilit. Eisen-Nickel-Metalle sind ausgesprochen selten bis nicht vorhanden. Ferner erscheinen in der Grundmasse reichlich kleine, isolierte Olivinkörner. Ihre Korngröße ist mit 0,025 bis 1,0 Millimeter ausgesprochen variabel. Sie haben die Zusammensetzung Fo68-71. Die Grundmassenolivine enthalten durchschnittlich bis zu 0,5 Gewichtsprozent an NiO (Variationsbreite 0,3 bis 0,7 Gewichtsprozent). Neben Olivinen erscheinen auch noch Plagioklase und seltene Pyroxene. Die Korngröße der Plagioklase bewegt sich zwischen 10 und 100 µm. In rekristallisierten Meteoriten sind die Plagioklase grobkörniger und können bis mehr als 200 µm erreichen. In rekristallisierten Proben sind die Abgrenzungen zwischen Matrix und Chondren nur noch sehr undeutlich. Die Kernbereiche von Grundmassenplagioklasen enthalten weit mehr Einschlüsse als ihre Ränder. Als Einschlüsse fungieren nadelförmige Pyroxene (calciumarme Pyroxene als auch Augite), kleine Magnetitkörner (kleiner 10 µm) und Olivine. Nadelförmige Pyroxene sind charakteristische Grundmassenminerale in CK-Chondriten und sie sind eng mit Grundmassenplagioklas assoziiert. Meistens sind sie in Grunmassenplagioklasen eingeschlossen. In einigen CK-Chondriten wie Maralinga treten calciumarme Pyroxene jedoch nur selten in Grundmassenplagioklasen auf. Im Maralinga-Meteoriten erscheinen noch Calcit und Calcit-Magnetit-Inklusionen in der Grundmasse. Ob diese terrestrischen Ursprungs sind ist noch nicht geklärt.

#### Chondren
Chondren nehmen in CK-Chondriten durchschnittlich zwischen 15,0 und 17,8 und maximal bis zu 26,9 Volumenprozent ein (zum Vergleich: CV-Chondrite haben zwischen 21,9 und 41,3 Volumenprozent an Chondren). Die Durchmesser der CK3-Chondren bewegen sich zwischen 700 und 870 und maximal 910 μm und sind nicht von CV3-Chondren zu unterscheiden. Sie sind somit intermediär zwischen CO- und CV-Chondriten.
Die Mehrzahl der Chondren besteht aus porphyrischem Olivin (PO) und aus nur wenigen Balkenolivinen (BO). Pyroxenchondren sind ziemlich selten – es handelt sich hierbei um reine radialstrahlige Pyroxene (RP). Chondrenränder magmatischen Ursprungs sind nicht oder nur sehr selten zu beobachten. In einigen CK-Chondriten werden auch noch porphyrische Olivin-Pyroxenchondren (POP), körnige Olivinchondren (GO) und Balken-Olivin-Pyroxen-Chondren (BOP) berichtet.

#### Calcium-Aluminium-reiche Einschlüsse
CK-Chondrite sind gewöhnlich recht arm an Calcium-Aluminium-reichen Einschlüssen (abgekürzt CAI) mit durchschnittlich weniger als 4 Volumenprozent. Laut Noël Chaumard und Kollegen zeigen CAIs in CK-Chondriten eine Streubreite von 2,1 bis 12,5 Volumenprozent (zum Vergleich: in CV-Chondriten haben sie eine Streubreite von 9,9 bis 11,4 Volumenprozent). Dennoch erreichen manche CK-Chondriten die in CV-Chondriten angetroffene Häufigkeit. Die metamorphe Entwicklung der CAIs während der thermischen Metamorphose des Ausgangskörpers kann in CK-Chondriten sehr gut nachvollzogen werden – besser als in CV3 und in CO3.
Feinkôrnige CAIs treten in allen CK3 und CK4 auf. Bei den CK3 bestehen die CAIs überwiegend aus einer Ansammlung von Anorthit-Spinell-Fassait-calciumarmes Pyroxen. Bei steigender Metamorphose werden die CAIs zunehmend eisenreicher und es erfolgt die Kristallisation von Ilmenit und Titanomagnetit.

#### Amöboide Olivinaggregate
Amöboide Olivinaggregate (AOAs) sind sehr selten in CK-Chondriten, werden aber gelegentlich beobachtet, wie beispielsweise im CK3.8-Meteorit NWA 1559, im CK4 Karoonda und im CK4-an Maralinga. Der etwa 0,1 Millimeter große, längliche Einschluss in NWA 1559 besitzt ein poröses olivinhaltiges Inneres, das reich an Diopsid ist. Der etwa 100 µm dicke Inklusionsrand besteht aus rekristallsiertem, eisenreichen Olivin. Der Rand hebt sich aber nur schlecht von der aus groben Olivinen durchsetzten Grundmasse ab.

#### Dunkle Einschlüsse
CAIs und Dunkle Einschlüsse (engl. dark inclusions oder abgekürzt DIs) nehmen zusammen 4 Volumenprozent ein. Die geschätzte Zusammensetzung der Dunklen Einschlüsse in CK-Chondriten bewegt sich zwischen Serpentin und Saponit und indiziert möglicherweise eine wässrige Alteration noch vor der Metamorphose.

#### Metalle
Metalle nehmen in CK-Chondriten weniger als 0,01 Volumenprozent in Anspruch.

#### Edelgase
CK-Chondrite enthalten nur sehr geringe Mengen an inkorporierten Edelgasen. Folglich ist ihr Edelgasprofil deutlich von den anderen Kohligen Chondriten zu unterscheiden. Im Gegensatz zu CV- und CO-Chondriten finden sich in CK-Chondriten so gut wie keine Edelgase des planetarischen Typus (engl. Q gases – normale Q-Gase mit der Q-Phase Ne-Q). Charakteristisch ist für sie vielmehr ein hohes 129Xe/132Xe-Verhältnis. Auch die zurückgehaltenen leichten Edelgase Helium und Neon sind recht niedrig konzentriert. Erstaunlich bei den leichten Edelgasen ist, dass sämtliche CK-Chondrite entlang des kosmogenen Bereichs anzutreffen sind – was auf unterschiedliche Abschirmbedingungen gegenüber kosmischer Strahlung schließen lässt.
Das Isotop 3He (bzw. Tritium) variiert zwischen 9,63 und 93,5 10−8cm³ STP/g und 4He zwischen 1708 und 2750 10−8cm³ STP/g (STP, engl. standard temperature and pressure, bezeichnet hierbei die Standardbedingungen. Die angegebene Einheit stellt eine Konzentration dar – Gasvolumen pro Gramm der untersuchten Probe.). Die Meteoriten EET 87507, EET 90026 und Sleeper Camp 006 zeigen einen bedeutenden Verlust an 3He (7,79 bis 11,83 10−8cm³ STP/g). Da sie gleichzeitig einen Verlust an 4He (278 bis 498 10−8cm³ STP/g) erfahren haben, deutet dies auf sonnennahe Erwärmung hin und ein Ausgasen im Weltraum. Der Meteorit Lewis Cliffs (LEW) 86258 manifestiert den stärksten Verlust an 4He (153 10−8cm³ STP/g), jedoch relativ gesehen mit einem etwas weniger bedeutenden Verlust an 3He (3,08 10−8cm³ STP/g). Die Edelgase waren in diesem Fall wahrscheinlich schon auf dem Mutterkörper während eines Impaktereignisses verloren gegangen.
Die drei Isotopen des Neons zeigen folgende Streubereiche: für 20Ne 0,50 bis 14,17 10−8cm³ STP/g, für 21Ne 0,48 bis 15,21 10−8cm³ STP/g und für 22Ne 0,57 bis 17,18 10−8cm³ STP/g. Im Dreiisotopendiagramm 20Ne/22Ne gegenüber 21Ne/22Ne plotten all diese Werte relativ dichtgedrängt an der rechten unteren Ecke – wobei das Verhältnis 20Ne/22Ne von 0,8 bis 1,0 schwankt, und das Verhältnis 21Ne/22Ne von 0,8 bis 0,96.
Die inkorporierten schweren Edelgase (Argon, Krypton und Xenon) haben relativ niedrige Konzentrationen. Die Ursache hierfür liegt im geringen Anteil der Kohlenstoffphasen begründet, in welchen planetarische Gase beherbergt werden. Ferner haben CK-Condrite im Vergleich zu anderen Chondriten eine recht hohe thermische Metamorphose erfahren und somit einen Teil ihres Edelgasgehalts verloren.
Bei den drei Argonisotopen wurden folgende Werte gemessen: für 36Ar eine Streubreite von 0,32 bis 7,52 10−8cm³ STP/g, für 38Ar 0,52 bis 2,85 10−8cm³ STP/g und für 40Ar 441 bis 2676 10−8cm³ STP/g. Das Kryptonisotop 84Kr erbrachte die sehr niedrige Konzentration 0,001 bis 0,106 10−8cm³ STP/g. Das Xenonisotop 132Xe schließlich ergab die Streubreite 0,003 bis 0,056 10−8cm³ STP/g.
In einem Diagramm 129Xe/132Xe gegenüber 1/132Xe konzentrieren sich die Mehrzahl der Kohligen Chondrite in der unteren linken Ecke, wobei ihr Verhältnis 129Xe/132Xe nahe bei 1 liegt. Jedoch haben sämtliche CK-Chondriten  129Xe/132Xe-Verhältnisse von größer 1,5 bis hin zu Werten von 5,8. Dieses charakteristische Merkmal ist der Grund, warum CK-Chondrite leicht von anderen Kohligen Chondriten abgetrennt/unterschieden werden können.

## Isotopen

### Chrom
Das Chromisotop 54Cr ist von Bedeutung zur Positionierung der CK-Chondrite. Der Parameter ε54Cr beträgt bei CK-Chondriten im gewichteten Durchschnitt 0,66 ± 0,06 mit einer Gesamtstreubreite von 0,40 bis 0,70 (laut Ke Zhu und Kollegen (2021) 0,51 ± 0,15 mit einer Streubreite von 0,43 ± 0,19 bis 0,58 ± 0,05). Dies ist niedriger als beispielsweise bei CV-Chondriten, die 0,88 ± 0,06 aufweisen. Im Vergleich hierzu erreicht der CI-Chondrit Orgueil 1,56 ± 0,07 mit einer Streubreite von 1,40 bis 1,70 (laut Ke Zhu und Kollegen (2021) 1,60 ± 0,10). Enstatit-Chondrite und Gewöhnliche Chondrite haben noch niedrigere Werte von 0,25 bis − 0,60.
Für ε53Cr wurden 0,02 mit einer Variationsbreite von − 0,02 bis + 0,06 ermittelt (laut Ke Zhu und Kollegen (2021) 0,07 ± 0,03).

### Mangan
Das Verhältnis 55Mn/52Cr wird im Durchschnitt mit 0,43 angegeben (Streubreite                                                                                                                  0,42 bis 0,44) – nahezu identisch mit CB- und CV-Chondriten.

### Sauerstoff
Bei den Sauerstoffisotopen bewegen sich CK-Chondrite generell für CK4 bis CK6 zwischen − 6,5 bis − 3,5 ‰ SMOW für δ17O (laut Richard Greenwood und Kollegen für CK3 bis − 0,5) und zwischen − 4 bis + 1 ‰ SMOW für δ18O (auch hier erweitern Greenwood und Kollegen für CK3 auf + 2, ja gar bis + 5,3). Die Daten kommen dabei entlang der CCAM-Linie (engl. carbonaceous-chondrite-anhydrous-minerals line – oder abgekürzt CCAM) zu liegen, welche eine Steigung von rund 0,95 bis 1,0 aufweist. Ihre Streuellipse verläuft parallel zur CCAM, ihr Zentrum ist aber etwas zu höheren Werten hin verschoben. Die CK-Streuellipse liegt vollständig innerhalb der CO-Werte und auch innerhalb der CV-Werte (Unterer Abschnitt).
Ein weiterer wichtiger Parameter ist Δ17O, der für CK-Chondrite bei − 4,5 bis − 4,25 SMOW zu liegen kommt (laut Ke Zhu und Kollegen (2021) zwischen − 4,55 ± 0,08 und − 4,32 ± 0,08 SMOW). Dies ist bei Kohligen Chondriten der niedrigste Wert und situiert sich auch weit unterhalb der Gewöhnlichen Chondrite. Ähnlich niedrige Werte können aber auch von CO- und CV-Chondriten an den Tag gelegt werden. Die Kohligen Chondrite zeigen eine Abfolge, die ausgehend von CK-, CO-, und CV-Chondriten in CI-Chondriten schließlich + 0,47 ± 0,08 SMOW erreicht.
Kohlige Chondrite manifestieren generell eine starke Abweichung von der Terrestrischen Fraktionierungslinie (engl. terrestrial fractionation line oder TFL) und plotten entlang der steileren CCAM-Linie. Die Terrestrische Faktionierungslinie ist der geometrische Ort der Massenfraktionierung der Sauerstoffisotopen mit der Steigung 0,5 im δ17O/δ18O-Diagramm. Kohlige Chondrite sind jedoch im Diagramm weit verstreut. CK-Chondrite sind im Vergleich zu den anderen beiden Sauerstoffisotopen 17O und 18O an 16O angereichert, nur CO-Chondrite zeigen eine noch deutlichere Anreicherung an 16O. Es wird vermutet, dass dieses 16O von außerhalb des Sonnensystems stammt und mittels einer Supernovaexplosion injiziert wurde. Die Sauerstoffisotopenzusammensetzung der CK-Meteoriten wird folglich aus der Vermischung zweier Komponenten aufgebaut: einmal die Komponente Sauerstoffisotopen der Sonnensystemmaterie und andererseits die Komponente nahezu reines 16O als Resultat der Nukleosynthese einer benachbarten Sternenexplosion, die sowohl 17O als auch 18O weitestgehend zerstört hatte.

### Edelgase
Die Edelgasisotopen wurden bereits weiter oben abgehandelt.

### Organische Verbindungen
Trotz des niedrigen Kohlenstoffgehalts können in CK-Chondriten auch Organische Verbindungen angetroffen werden. Bekannt sind vor allem aliphatische Amine und Aminosäuren. CK-Chondrite haben in etwa die gleiche Konzentration an organischen Verbindungen wie CV- und CO-Chondrite. Wesentlich höher konzentriert sind jedoch CM-, CI- und vor allem CR-Chondrite. Unter den Aminen sind am häufigsten Propylamin, Butylamin und Pentylamin sowie die γ-Aminobuttersäure. Amine können durch Decarboxylierung aus Aminosäuren hervorgehen. Die Reaktionen liefen bei hoher Temperatur innerhalb der CV- und der CK-Mutterkörper ab.
Folgende Aminosäuren sind zugegen: Alanin, Aspartinsäure, Glutaminsäure, Glycin, Serin und Valin. Beim Alanin erscheinen die Formen α-Alanin und β-Alanin sowie die beiden Chiralitäten D-Alanin und L-Alanin. Die Aspartinsäure, die Glutaminsäure, Serin und Valin manifestieren ebenfalls D- und L-Formen.
Bei den Aminen treten neben der γ-Aminobuttersäure außerdem noch die α-Aminobuttersäure und die β-Aminobuttersäure auf.

## Vorschlag zur Zusammenführung von CK- mit CV-Chondriten
Nach dem Ningqiang-Meteoriten (einem ungruppierten C3-ung aus dem Jahr 1983) wurden mehrere Meteoriten als CK3 oder als CK3-an klassifiziert. Diese Proben zeigen oft eine enge Verwandtschaft zur Untergruppe der oxidierten CV-Chondriten. Es ist daher gut möglich, dass CK-Meteorite und CV-Chondrite der oxidierten Untergruppe ein Kontinuum bilden und möglichereise einem einzigen gemeinsamen Mutterkörper entstammen.
Mit steigender Anzahl von CK-Proben des Typus 3 verschwimmt jedoch die Trennung zwischen CK- und CV3-Chondriten des oxidierten Untertyps immer mehr. Die Mehrzahl der unterscheidenden Kriterien zwischen den beiden Chondritengruppen kann eher durch später erfolgte Metamorphosenprozesse erklärt – und nicht als Abbild eines fundamentaleren Unterschiedes in ihrer Zusammensetzung angesehen werden. Es ist daher naheliegend, CV3- (oxidierte Untergruppe) und CK-Chondrite als Kontinuum anzusehen, in dem progressive mineralogische und chemische Charakteristiken auf postformationelle, metamorphe Wiederaufarbeitungen zurückgehen.

### Angenommener gemeinsamer Mutterkörper der CK- und CV-Chondrite
Zurzeit sind mehrere Modellvorstellungen von gemeinsamen Mutterkörpern im Umlauf. Vorgeschlagen werden ein thermisch geschichteter Mutterkörper, ein differenzierter Asteroid und alternativ ein ursprünglicher Mutterkörper des CV-Typs, der von einem Impakt zerrüttet und anschließend in Sonnennähe gelangte, wo er durch die freigesetzte Radioaktivität aufgeheizt und metamorphosiert wurde. Wasson und Kollegen vertreten eine ähnliche Ansicht – nach ihnen bildeten sich CK-Chondrite aus CV-Chondriten, erlitten einen Impaktschock, wurden sodann verschüttet, von wässriger Alteration heimgesucht und schließlich verschweißt.

## Alter
Expositionsalter gegenüber der kosmischen Strahlung lassen sich anhand von kosmogenem 21Ne ermitteln. Für die Gruppen CO, CV und CK streuen diese zwischen 1 und 63,5 Millionen Jahren – wesentlich länger als für die Gruppen CM und CI. Die einzige Ausnahme hierunter ist der Meteorit Isna, der nur ein sehr niedriges Expositionsalter von 150.000 Jahren aufweist. Normalerweise lassen sich in der Altersverteilung keine bedeutenden Cluster nachweisen, jedoch zeigen CV- und CK-Chondrite potentielle Peaks bei − 9 und bei − 29 Millionen Jahren.

## Zusammenschau
Die Karoonda-Artigen CK-Chondrite sind eine Gruppe stark oxidierter Kohliger Chondrite, die unter anderem durch die Gegenwart eines nickelreichen Grundmassenolivins (mit mehr als 0,2 Gewichtsprozent NiO) und einem chromreichen Magnetit (mit mehr als 3 Gewichtsprozent Cr2O3) charakterisiert werden. In CK-Chondriten dominieren porphyrische Olivinchondren (PO) des Typus II. CK-Chondrite haben gegenüber den CV-Chondriten – ihren Clanmitgliedern − eine wesentlich stärkere Metamorphose erfahren. CV-Chondrite nehmen den petrologischen Typ 3 ein, wohingegen CK-Chondrite die volle Bandbreite thermischer Metamorphose manifestieren – vom petrologischen Typ 3 bis zum Typ 6. Diese metamorphe Entwicklung charakterisiert sich durch eine Äquilibrierung der chemischen Zusammensetzung und des Gefüges – sowohl in der Grundmasse, in den Chondren und in den CAIs. Rund 92 % aller bekannten CK-Proben sind chemisch äquilibriert, vor allem die Typen CK4 bis CK6. Die angegebenen Metamorphosetemperaturen überspannen hierbei den Bereich 550 bis 1270°K.
Ähnlichkeiten zwischen CV- und CK-Chondriten in ihren Sauerstoffisotopen und in ihren lithophilen Elementhäufigkeiten veranlassten im Jahr 2010 Richard Greenwood und Kollegen, einen gemeinsamen Mutterkörper für die beiden Gruppen vorzuschlagen – einen einzigen, thermisch geschichteten Asteroiden mit Zwiebelschalenaufbau. Das Zwiebelschalenmodell hat seitdem eine wachsende Bedeutung erfahren, obwohl durchaus auch noch andere Modellvorstellungen existieren. Gemäß dieser Vorstellung legt sich über einen differenzierten Kernbereich eine Schale aus CV-Material, die jedoch mit zunehmender Tiefe in die metamorphe Abfolge CK3 bis CK6 übergeht. Noël Chaumard und Kollegen (2012) propagierten, dass CK-Chondriten durch Strahlungsmetamorphose entstanden waren, wohingegen John T. Wasson und Kollegen (2013) ein Modell vorstellten, bei dem CK-Chondrite auf einem durch Impakt geschockten CV-ähnlichen Mutterkörper entstanden waren. Durch den Einschlag wurden die späteren CK-Chondrite verschüttet und sodann hydrothermal verändert.
CV- und CK-Chondriten zeigen gegenüber kosmischer Strahlung eine sehr ähnliche Expositionsaltersverteilung, die sich zwischen 1 und 40 Millionen Jahren bewegt. Auch dies scheint auf eine gemeinsame Herkunft der beiden Gruppen hinzuweisen.
Jedoch stellten Tasha Dunn und Kollegen sodann ein einheitliches Mutterkörpermodell für CV- und CK-Chondrite aufgrund der beträchtlichen Zusammensetzungsunterschiede des Magnetits erneut in Frage. Sie argumentierten, dass sich die beobachteten Zusammensetzungen nicht durch eine einzige metamorphe Abfolge ausgehend von CV3 oder CK3 bis hin zu CK4 bis CK6 erklären ließen. Sie schlugen vor, dass die Magnetitzusammensetzungen vielmehr als Unterscheidungskriterium zwischen CV- und CK-Chondriten eingesetzt werden sollten (als Indikatoren fungieren hierbei die Gehalte an Cr2O3, TiO2, NiO und Al2O3 in Magnetit). Weitere Unterscheidungsmerkmale sind der Fayalit- und der NiO-Gehalt in Grundmassenolivinen, der FeO-Gehalt in Chondren und das Verhältnis Chondren/Grundmasse. Auch die erkennbaren Unterschiede in den Chromisotopen zwischen CV- und CK-Chondriten gehen in dieselbe Richtung und verweisen auf einen unterschiedlichen Mutterkörper der beiden Gruppen.
Trotz allem ist festzuhalten, dass CV- und CK-Chondrite einander sehr ähnlich sind. Aus diesem Grund kann es sich als sehr schwierig gestalten, nur gering metamorphosierte CK-Chondrite (CK3s) von CV3s auseinanderzuhalten.